# Kabinett Schimmelpenninck
Das Kabinett Schimmelpenninck war das erste Kabinett der Niederlande. Es bestand vom 25. März bis zum 21. November 1848. Graf Gerrit Schimmelpenninck saß dem Ministerrat vor. Nach seinem Rücktritt rotierte der Vorsitz monatlich.

## Zusammensetzung
| Amt                                      | Amtsinhaber                                                                        | Bemerkungen                                               |
| ---------------------------------------- | ---------------------------------------------------------------------------------- | --------------------------------------------------------- |
| Auswärtiges                              | Gerrit Schimmelpenninck Arnold Adolf Bentinck van Nijenhuis                        | Rücktritt am 17. Mai 1848 ab 17. Mai 1848                 |
| Justiz                                   | Dirk Donker Curtius                                                                |                                                           |
| Inneres                                  | Lodewijk Caspar Luzac Jacob de Kempenaer                                           | bis 13. Mai 1848 ab 17. Mai 1848                          |
| Finanzen                                 | Gerrit Schimmelpenninck Pieter Adrianus Ossewaarde (komm.) Pieter Philip van Bosse | Rücktritt am 17. Mai 1848 ab 17. Mai 1848 ab 3. Juni 1848 |
| Krieg                                    | Charles Nepveu Jan Hendrik Voet                                                    | bis 17. Mai 1848 ab 22. Mai 1848                          |
| Marine                                   | Julius Constantijn Rijk                                                            |                                                           |
| Kolonien                                 | Julius Constantijn Rijk                                                            |                                                           |
| Angelegenheiten der Katholischen Kirche  | Leonardus Antonius Lightenvelt                                                     |                                                           |
| Angelegenheiten der Reformierten Kirchen | Lodewijk Caspar Luzac Schelto van Heemstra (komm.)                                 | bis 30. Juni 1848 ab 30. Juni 1848                        |

Quelle: Kabinetten-Schimmelpenninck en -Donker Curtius (1848)